# Parc Jarry
Parc Jarry är en park i Kanada.   Den ligger i regionen Montréal och provinsen Québec, i den sydöstra delen av landet, 160 km öster om huvudstaden Ottawa. Parc Jarry ligger 160 meter över havet. Arean är 0,35 kvadratkilometer.
Terrängen runt Parc Jarry är huvudsakligen platt. Parc Jarry ligger uppe på en höjd.Runt Parc Jarry är det mycket tätbefolkat, med 6 241 invånare per kvadratkilometer.. Närmaste större samhälle är Montréal, 1,7 km nordost om Parc Jarry. 
Runt Parc Jarry är det i huvudsak tätbebyggt.